# Popis perzijskih vladara iz dinastije Sasanida
Novoperzijsko Sasanidsko Carstvo (224./226. – 651.) stoljećima je bilo suparnik Rimskog, kasnije Bizantskog Carstva na Bliskom Istoku, sve do propasti u 7. stoljeću kada su ga osvojili Arapi. Perzija je u doba Sasanida doživjela kulturni procvat koji se nastavio i u doba Abasidskog Kalifata. 
Ovaj Popis perzijskih vladara iz dinastije Sasanida sastavljen je na temelju novijih istraživanja. Važno je napomenuti da dijelom zbog nedostatka izvora kronologiju sasanidskih vladara nije moguće posve točno odrediti. To se osobito odnosi za razdoblje kraja Sasanidskog Perzijskog Carstva kada je moguće samo okvirno odrediti kronologiju (na primjer u slučaju Hormizda V. i Hozroja IV. koji se ponekad piše i kao Hozroje V.)
- Ardašir I. (224. – 240.)
- Šapur I. (također Sapor, Sabuhr itd.) (240. – 270./272.)
- Hormizd I. (270./272. – 273.)
- Bahram I. (također Varam) (273. – 276.)
- Bahram II. (276. – 293.)
- Bahram III. (293.)
- Narseh (293. – 302.)
- Hormizd II. (302. – 309.)
- Šapur II. (309. – 379.)
- Ardašir II. (379. – 383.)
- Šapur III. (383. – 388.)
- Bahram IV. (388. – 399.)
- Jezdegerd I. (također Jazdgird) (399. – 421.)
- Bahram V. Gor (421. – 439.)
- Jezdegerd II. (439. – 457.)
- Hormizd III. (457. – 459.)
- Peroz I. (459. – 484.)
- Balaš (484. – 488.)
- Kavad I. (488. – 496. i 499. – 531.)
- Zamasp (496. – 499.)
- Hozroje I. Anuširvan (531. – 579.)
- Hormizd IV. (579. – 590.)
- Bahram Čobin (590. – 591.)
- Hozroje II. Parviz (590. – 628.)
- Kavad II. (628.)
- Ardašir III. (628. – 630.)
- Šahrabaraz (630.)
- Boran Perzijska (630. – 631.)
- Azarmedukt (630./632.)
- Hozroje III. (630.); samo u dijelu države
- Hormizd V. (631. – 632.)
- Hozroje IV. (631. – 633.)
- Jezdegerd III. (632. – 651.)

Napomena: Bahram Čobin i Šahrabaraz nisu potjecali iz dinastije Sasanida.

## Vanjske poveznice
- Obiteljsko stablo Sasanida  Arhivirana inačica izvorne stranice od 27. rujna 2007. (Wayback Machine)(engleski, PDF, 144 KB)